# Schwindel im Dreivierteltakt
Schwindel im Dreivierteltakt ist ein österreichischer Spielfilm aus dem Jahre 1951 von Alexander von Slatinay mit Fritz Imhoff, Lotte Lang und Hans Olden in den Hauptrollen. 

## Handlung
Ein junger Nachwuchskomponist versucht in Wien verzweifelt eine eigene Kreation, einen Walzer, aufzuführen, aber niemand will so etwas hören, denn es herrscht die allgemeine Überzeugung, dass dieses Musikstück eh niemals an die Qualität der Klassiker wie beispielsweise einen Walzer aus der Feder von Johann Strauss Sohn heranreichen könne. Erst ein Zufall kommt dem Musikus zur Hilfe, als seine Partitur in eine Mappe mit Strauss-Kompositionen gerät, die in eine Auktion gelangen. 
Ein einfacher Tierhändler, seines Zeichens Großneffe des Maestros des ausgehenden 19. Jahrhunderts, ersteigert schließlich diese Mappe. Und so wird der neue Walzer zu einer sensationellen Entdeckung, zu einem „unbekannten Strauss“. Nach allerlei Verwicklungen gelingt es dem eigentlichen Komponisten, seine Urheberschaft unter Beweis zu stellen und den Ruhm dafür für sich einzuheimsen. Ganz en passant kann er auch noch das Herz einer jungen Dame für sich gewinnen.

## Produktionsnotizen
Schwindel im Dreivierteltakt wurde in Wien (Außen- wie Innenaufnahmen) gedreht und am 28. September 1951 in der österreichischen Hauptstadt uraufgeführt. Die Deutschland-Premiere war am 18. Oktober desselben Jahres in Stuttgart. Hier wurde der Film unter dem Titel Wenn eine Wienerin Walzer tanzt gezeigt.
Produzent Karl F. Sommer übernahm auch die Produktionsleitung, Felix Smetana gestaltete die Filmbauten.

## Kritik
Im Lexikon des Internationalen Films heißt es: „Lustspielklischees im Nachkriegs-Wien.“